# Franco Palombaro
Franco Palombaro, pseudonimo di Franco Felice Guglielmi (1824 – Montalto di Castro, 14 luglio 1862), è stato un patriota italiano.
Fu un personaggio storico/leggendario legato agli eventi delle campagne italiane della seconda metà dell’XIX secolo, afflitte dal Latifondo. I dettagli sulla vita di Franco Palombaro sono frutto di interessanti ricerche attuate da studiosi del folklore e storia della Tuscia viterbese. In particolare si ricordano i lavori di Arnolfo Lisi e del Cardarelli. Le gesta dell’eroe popolare vedono coinvolti i territori dell’alto Lazio, propriamente le campagne interessate sono quelle dei comuni di Montalto di Castro, Ischia di Castro, Cellere, Canino.

## Biografia
La storicità di Franco Palombaro è da sempre oggetto di controversie da parte degli studiosi. Esistono due scuole di pensiero sulla vita del suddetto; una lo vuole figlio del popolo che oppresso dalla povertà riunisce intorno a sé un gruppo di indigenti suoi pari allo scopo di stravolgere lo status quo, che vedeva i braccianti soccombere alle volontà dei signori locali; l’altra, più interessante ma allo stesso modo più dibattuta e criticata, lo vede membro appartenente alla stessa nobiltà che combatteva, nel dettaglio alla famiglia Guglielmi di Vulci, nipote di Felice Guglielmi e cugino del senatore Giacinto Guglielmi.
Sensibile ai problemi della popolazione afflitta sia dalla povertà che dalla malaria, malattia crucciante nell’Italia del centro-sud, territorio che si vide coinvolto (dopo il 1806 con l’abolizione della feudalità) nel fenomeno del latifondo dove solitamente i proprietari dei terreni si curavano solo della buona rendita, trascurando qualsiasi altra cosa (si dovrà aspettare la riforma agraria del 1950 per risolvere le problematiche legate a questa pratica).
Stanco di vedere intorno a sé tanta penuria, fame e malattie si cimentò in atti di rivolta trascinando con sé gente del popolo e giovani della borghesia, fomentati da ideologie di cambiamento e innovazione che caratterizzeranno l’Italia del Risorgimento.
Giunta voce delle rivolte al vicino Stato Pontificio e considerandole quest'ultimo una minaccia, decise di scongiurare ulteriori pericoli ordendo un attentato ai danni del rivoltoso Franco, passata nella memoria del mito come la congiura di mezzanotte.
Per paura che la sua morte lo erigesse ad eroe ispirando rivolte future, chi macchinò l’assassinio si premurò di cancellare ogni traccia di Franco, condannandolo ad una Damnatio memoriae. Anche per questo la sua figura rimane nella sfera del mito e i suoi contorni ancora non del tutto chiari.

## Origine del Nome
Sono due le ipotesi riguardanti l'origine dell'epiteto Palombaro; c’è chi ipotizza che in quanto nobile non volesse far riconoscere la sua figura e durante le rivolte indossasse un casco che ricordava quello dei Palombari. Mentre la seconda ipotesi vede l’origine latina, ovvero da Palumbarius - “sparviero”, uccello noto per catturare rapidamente le sue prede e lanciarsi a capofitto sui nemici.

## Toponomastica
Nei comuni coinvolti sorgono alcune vie e piazze nominate Palombaro, vedi Marina di Montalto il celebre Largo del Palombaro con annessa fontana del P.; l’origine toponomastica sembra da ricercare proprio nell’eroe popolare rimasto nella memoria attraverso dei canti del volgo che ne riportavano le gesta. Qui di seguito uno stralcio:
“... nobile e sincero si staglia lo sparviero, contro il capital terriero ... ”

## Rievocazioni
Secondo la leggenda, la notte del 14 luglio 1862, Franco fu sorpreso dagli scagnozzi papali a ristorarsi in una taverna locale. 
Trascinato via, venne successivamente annegato in una vasca d'acqua poco lontano.
È a causa di questa leggenda, seppur non suffragata da fonti storiche, che ogni 14 luglio, presso il memoriale che sorge a Montalto di Castro, un cittadino locale a turno si offre volontario per essere gettato nella fontana.